# Сабадель
Сабаде́ль (кат. Sabadell) — місто і муніципалітет, розташований в Автономній області Каталонія, в Іспанії. Код муніципалітету за номенклатурою Інституту статистики Каталонії — 81878. Знаходиться у районі (кумарці) Бальєс-Уксідантал (коди району — 40 та VC) провінції Барселона, згідно з новою адміністративною реформою перебуватиме у складі Баґарії (округи) Барселона. За кількістю населення у 2007 р. місто займало 5 місце серед муніципалітетів Каталонії.

## Населення
Населення міста (у 2023 р.) становить 218.300 осіб (з них менше 14 років — 14,9 %, від 15 до 64 — 68,6 %, понад 65 років — 16,6 %). У 2006 р. народжуваність склала 2.407 осіб, смертність — 1.554 особи, зареєстровано 838 шлюбів. У 2001 р. активне населення становило 90.726 осіб, з них безробітних — 9.526 осіб.

Серед осіб, які проживали на території міста у 2001 р., 122.098 народилися в Каталонії (з них 99.911 осіб у тому самому районі, або кумарці), 55.096 осіб приїхало з інших областей Іспанії, а 6.594 особи приїхали з-за кордону. 

Університетську освіту має 10,6 % усього населення. 

У 2001 р. нараховувалося 65.708 домогосподарств (з них 17,6 % складалися з однієї особи, 28,9 % з двох осіб,23,1 % з 3 осіб, 22,1 % з 4 осіб, 6 % з 5 осіб, 1,6 % з 6 осіб, 0,4 % з 7 осіб, 0,2 % з 8 осіб і 0,2 % з 9 і більше осіб).

Активне населення міста у 2001 р. працювало у таких сферах діяльності: у сільському господарстві — 0,5 %, у промисловості — 30,6 %, на будівництві — 10,1 % і у сфері обслуговування — 58,9 %. 

 У муніципалітеті або у власному районі (кумарці) працює 69.260 осіб, поза районом — 35.358 осіб.

### Доходи населення
У 2002 р. доходи населення розподілялися таким чином :
| \| Доходи населення за статтями доходів \| Доходи населення за статтями доходів \| Доходи населення за статтями доходів \| \| Рік \| 2002 р. \| 2001 р. \| \| ------------------------------------ \| ------------------------------------ \| ------------------------------------ \| \| Заробітна платня \| 61,4 % \| 63 % \| \| Доходи від ведення бізнесу \| 20,8 % \| 19,8 % \| \| Соціальна допомога \| 17,8 % \| 17,2 % \| |         |         |
| Доходи населення за статтями доходів |         |         |
| Рік | 2002 р. | 2001 р. |
| Заробітна платня | 61,4 %  | 63 %    |
| Доходи від ведення бізнесу | 20,8 %  | 19,8 %  |
| Соціальна допомога | 17,8 %  | 17,2 %  |

### Безробіття
У 2007 р. нараховувалося 8.530 безробітних (у 2006 р. — 9.162 безробітних), з них чоловіки становили 38,8 %, а жінки — 61,2 %.

## Економіка
У 1996 р. валовий внутрішній продукт розподілявся по сферах діяльності таким чином :
| \| Валовий внутрішній продукт \| Валовий внутрішній продукт \| Валовий внутрішній продукт \| \| Рік \| 1996 р. \| 1991 р. \| \| -------------------------- \| -------------------------- \| -------------------------- \| \| Сільське господарство \| 0,2 % \| 0,2 % \| \| Промисловість \| 27 % \| 30 % \| \| Будівництво \| 7,5 % \| 10,4 % \| \| Послуги \| 65,3 % \| 59,4 % \| |         |         |
| Валовий внутрішній продукт |         |         |
| Рік | 1996 р. | 1991 р. |
| Сільське господарство | 0,2 %   | 0,2 %   |
| Промисловість | 27 %    | 30 %    |
| Будівництво | 7,5 %   | 10,4 %  |
| Послуги | 65,3 %  | 59,4 %  |

### Підприємства міста

#### Промислові підприємства
| \| Промислові підприємства міста, за сферою діяльності \| Промислові підприємства міста, за сферою діяльності \| Промислові підприємства міста, за сферою діяльності \| \| Рік \| 2002 р. \| 2001 р. \| \| --------------------------------------------------- \| --------------------------------------------------- \| --------------------------------------------------- \| \| Енергетичні та водні ресурси \| 0,3 % \| 0,3 % \| \| Хімія та метали \| 3,2 % \| 2,8 % \| \| Переробка металів \| 38,1 % \| 37 % \| \| Продукти харчування \| 3,6 % \| 3,6 % \| \| Текстиль \| 28,5 % \| 30 % \| \| Виробництво меблів, видання \| 20,2 % \| 20,2 % \| \| Інше \| 6 % \| 6,1 % \| \| Усього підприємств \| 1.742 \| 1.796 \| |         |         |
| Промислові підприємства міста, за сферою діяльності |         |         |
| Рік | 2002 р. | 2001 р. |
| Енергетичні та водні ресурси | 0,3 %   | 0,3 %   |
| Хімія та метали | 3,2 %   | 2,8 %   |
| Переробка металів | 38,1 %  | 37 %    |
| Продукти харчування | 3,6 %   | 3,6 %   |
| Текстиль | 28,5 %  | 30 %    |
| Виробництво меблів, видання | 20,2 %  | 20,2 %  |
| Інше | 6 %     | 6,1 %   |
| Усього підприємств | 1.742   | 1.796   |

#### Роздрібна торгівля
| \| Підприємства роздрібної торгівлі міста, за сферою діяльності \| Підприємства роздрібної торгівлі міста, за сферою діяльності \| Підприємства роздрібної торгівлі міста, за сферою діяльності \| \| Рік \| 2002 р. \| 2001 р. \| \| ------------------------------------------------------------ \| ------------------------------------------------------------ \| ------------------------------------------------------------ \| \| Продукти харчування \| 31,9 % \| 33,1 % \| \| Одяг та взуття \| 25,2 % \| 24,4 % \| \| Товари для дому \| 12,7 % \| 12,4 % \| \| Книги та періодичні видання \| 3,4 % \| 3,5 % \| \| Промислова хімічна продукція \| 6,5 % \| 6,6 % \| \| Продукція, пов'язана з транспортними засобами \| 3,9 % \| 4 % \| \| Інше \| 16,4 % \| 16 % \| \| Усього підприємств \| 3.435 \| 3.431 \| |         |         |
| Підприємства роздрібної торгівлі міста, за сферою діяльності |         |         |
| Рік | 2002 р. | 2001 р. |
| Продукти харчування | 31,9 %  | 33,1 %  |
| Одяг та взуття | 25,2 %  | 24,4 %  |
| Товари для дому | 12,7 %  | 12,4 %  |
| Книги та періодичні видання | 3,4 %   | 3,5 %   |
| Промислова хімічна продукція | 6,5 %   | 6,6 %   |
| Продукція, пов'язана з транспортними засобами | 3,9 %   | 4 %     |
| Інше | 16,4 %  | 16 %    |
| Усього підприємств | 3.435   | 3.431   |

#### Сфера послуг
| \| Підприємства міста, що працюють у сфері послуг, за діяльністю \| Підприємства міста, що працюють у сфері послуг, за діяльністю \| Підприємства міста, що працюють у сфері послуг, за діяльністю \| \| Рік \| 2002 р. \| 2001 р. \| \| ------------------------------------------------------------- \| ------------------------------------------------------------- \| ------------------------------------------------------------- \| \| Гуртова торгівля \| 14,8 % \| 14,6 % \| \| Готелі та готельний бізнес \| 14,2 % \| 14,7 % \| \| Транспорт та зв'язок \| 18,3 % \| 19 % \| \| Посередницькі фінансові послуги \| 4,6 % \| 4,6 % \| \| Послуги підприємствам \| 11,1 % \| 10,3 % \| \| Послуги фізичним особам \| 27,2 % \| 28 % \| \| Нерухомість та ін. \| 9,8 % \| 8,8 % \| \| Усього підприємств \| 6.520 \| 6.218 \| |         |         |
| Підприємства міста, що працюють у сфері послуг, за діяльністю |         |         |
| Рік | 2002 р. | 2001 р. |
| Гуртова торгівля | 14,8 %  | 14,6 %  |
| Готелі та готельний бізнес | 14,2 %  | 14,7 %  |
| Транспорт та зв'язок | 18,3 %  | 19 %    |
| Посередницькі фінансові послуги | 4,6 %   | 4,6 %   |
| Послуги підприємствам | 11,1 %  | 10,3 %  |
| Послуги фізичним особам | 27,2 %  | 28 %    |
| Нерухомість та ін. | 9,8 %   | 8,8 %   |
| Усього підприємств | 6.520   | 6.218   |

## Житловий фонд
У 2001 р. 7,8 % усіх родин (домогосподарств) мали житло метражем до 59 м2, 50,7 % — від 60 до 89 м2, 29,9 % — від 90 до 119 м2 і
11,6 % — понад 120 м2.

З усіх будівель у 2001 р. 34,3 % було одноповерховими, 37,2 % — двоповерховими, 12,3 % — триповерховими, 5,4 % — чотириповерховими, 5,4 % — п'ятиповерховими, 2 % — шестиповерховими,
1,3 % — семиповерховими, 2 % — з вісьмома та більше поверхами.

## Автопарк
| \| Автомобілі, зареєстровані у місті, за призначенням \| Автомобілі, зареєстровані у місті, за призначенням \| Автомобілі, зареєстровані у місті, за призначенням \| \| Рік \| 2006 р. \| 2005 р. \| \| -------------------------------------------------- \| -------------------------------------------------- \| -------------------------------------------------- \| \| Приватні автомобілі \| 73,2 % \| 74,3 % \| \| Мотоцикли \| 7,9 % \| 7,2 % \| \| Вантажівки \| 15,9 % \| 15,9 % \| \| Трактори \| 0,4 % \| 0,4 % \| \| Автобуси та ін. \| 2,5 % \| 2,3 % \| \| Усього автомобілів \| 121.363 шт. \| 119.876 шт. \| |             |             |
| Автомобілі, зареєстровані у місті, за призначенням |             |             |
| Рік | 2006 р.     | 2005 р.     |
| Приватні автомобілі | 73,2 %      | 74,3 %      |
| Мотоцикли | 7,9 %       | 7,2 %       |
| Вантажівки | 15,9 %      | 15,9 %      |
| Трактори | 0,4 %       | 0,4 %       |
| Автобуси та ін. | 2,5 %       | 2,3 %       |
| Усього автомобілів | 121.363 шт. | 119.876 шт. |

## Вживання каталанської мови
У 2001 р. каталанську мову у місті розуміли 93,9 % усього населення (у 1996 р. — 93,8 %), вміли говорити нею 69,8 % (у 1996 р. — 70,2 %), вміли читати 70,1 % (у 1996 р. — 67,8 %), вміли писати 48 % (у 1996 р. — 44,2 %). Не розуміли каталанської мови 6,1 %.

## Політичні уподобання
У виборах до Парламенту Каталонії у 2006 р. взяло участь 82.253 особи (у 2003 р. — 93.466 осіб). Голоси за політичні сили розподілилися таким чином:
| \| Вибори до Парламенту Каталонії \| Вибори до Парламенту Каталонії \| Вибори до Парламенту Каталонії \| \| Рік \| 2006 р. \| 2003 р. \| \| -------------------------------------- \| ------------------------------ \| ------------------------------ \| \| Конвергенція та Єднання (CiU) \| 29,9 % \| 28,2 % \| \| Соціалістична партія Каталонії (PSC) \| 31,5 % \| 36,9 % \| \| Народна партія (PP) \| 9,3 % \| 9,7 % \| \| Ініціатива за зелену Каталонію (IC) \| 11,4 % \| 8,9 % \| \| Республіканська лівиця Каталонії (ERC) \| 12,7 % \| 14,7 % \| \| Громадянська партія (C's) \| 2,6 % \| 0 % \| \| Інші \| 2,5 % \| 1,5 % \| |         |         |
| Вибори до Парламенту Каталонії |         |         |
| Рік | 2006 р. | 2003 р. |
| Конвергенція та Єднання (CiU) | 29,9 %  | 28,2 %  |
| Соціалістична партія Каталонії (PSC) | 31,5 %  | 36,9 %  |
| Народна партія (PP) | 9,3 %   | 9,7 %   |
| Ініціатива за зелену Каталонію (IC) | 11,4 %  | 8,9 %   |
| Республіканська лівиця Каталонії (ERC) | 12,7 %  | 14,7 %  |
| Громадянська партія (C's) | 2,6 %   | 0 %     |
| Інші | 2,5 %   | 1,5 %   |

У муніципальних виборах у 2007 р. взяло участь 71.155 осіб (у 2003 р. — 86.666 осіб). Голоси за політичні сили розподілилися таким чином:
| \| Муніципальні вибори \| Муніципальні вибори \| Муніципальні вибори \| \| Рік \| 2007 р. \| 2003 р. \| \| -------------------------------------- \| ------------------- \| ------------------- \| \| Конвергенція та Єднання (CiU) \| 15,5 % \| 13 % \| \| Соціалістична партія Каталонії (PSC) \| 42,3 % \| 49,2 % \| \| Народна партія (PP) \| 8,5 % \| 9,2 % \| \| Ініціатива за зелену Каталонію (IC) \| 13,4 % \| 10,8 % \| \| Республіканська лівиця Каталонії (ERC) \| 6 % \| 9,1 % \| \| Громадянська партія (C's) \| 0 % \| 0 % \| \| Інші \| 14,3 % \| 8,6 % \| |         |         |
| Муніципальні вибори |         |         |
| Рік | 2007 р. | 2003 р. |
| Конвергенція та Єднання (CiU) | 15,5 %  | 13 %    |
| Соціалістична партія Каталонії (PSC) | 42,3 %  | 49,2 %  |
| Народна партія (PP) | 8,5 %   | 9,2 %   |
| Ініціатива за зелену Каталонію (IC) | 13,4 %  | 10,8 %  |
| Республіканська лівиця Каталонії (ERC) | 6 %     | 9,1 %   |
| Громадянська партія (C's) | 0 %     | 0 %     |
| Інші | 14,3 %  | 8,6 %   |

## Відомі люди
- Мікель Крусафонт і Пайро (1910—1983) — каталонський палеонтолог.